# Tembienschlacht
Invasion Abessiniens –  Weihnachtsoffensive – Ganale Doria – 1. Tembien – Amba Aradam – 2. Tembien – Shire – Mai Ceu – Ogaden – Addis Abeba
Die Tembienschlachten wurden 1936 während des Abessinienkrieges in der nordostäthiopischen Provinz Tigray ausgetragen. Zusammen mit der Schlacht von Mai Ceu entschieden sie den Krieg zugunsten Italiens. Äthiopien wurde Teil der Kolonie Italienisch-Ostafrika.

## Erste Tembienschlacht
Zur ersten Tembienschlacht (21. bis 24. Januar 1936) kam es, als die Kräfte Pietro Badoglios von Eritrea aus vorstießen. Die äthiopischen Heerführer Ras Cassa und Ras Sejum versuchten die Flanke der italienischen Verbände anzugreifen, scheiterten jedoch nach einigen Anfangserfolgen. Nach diesem entschiedenen Versuch, den italienischen Vormarsch aufzuhalten, ordnete die faschistische Führung den Einsatz von Giftgas an. Am 1. Februar unterlag Ras Mulugieta den Italienern bei Enderta, die in der Folge den Amba Aradam eroberten.

## Zweite Tembienschlacht
In der zweiten Tembienschlacht (27. bis 29. Februar 1936) kam es zur völligen Vernichtung der äthiopischen Verbände. Badoglio eroberte den geschichtsträchtigen Amba Alagi und rieb bis zum 3. März auch die Armee des Ras Imru auf. Der Negus startete danach mit seiner kaiserlichen Garde und anderen Verbänden einen letzten, verzweifelten Versuch, mit einem Angriff auf Badoglios Kolonnen die von Eritrea und Somalia aus gestartete italienische Zangenbewegung zu stoppen. Nachdem dieser Gegenangriff bei Mai Ceu gescheitert war, zog sich der Negus in Richtung Addis Abeba zurück. Dort marschierten die italienischen Truppen am 5. Mai 1936 ein.